# 遠企中心辦公大樓
遠企中心辦公大樓，簡稱遠企中心，為兩幢位於臺灣臺北市的商業摩天大樓，位于台北市大安區敦化南路二段201號~209號，近臺北捷運文湖線六張犁站。由遠東集團投資建造，由香港巴馬丹拿集團瑞士建築師李華武及台灣建築師李祖原設計，高164.7公尺，共41層，是臺北市的地標建築之一。

## 建築與設施

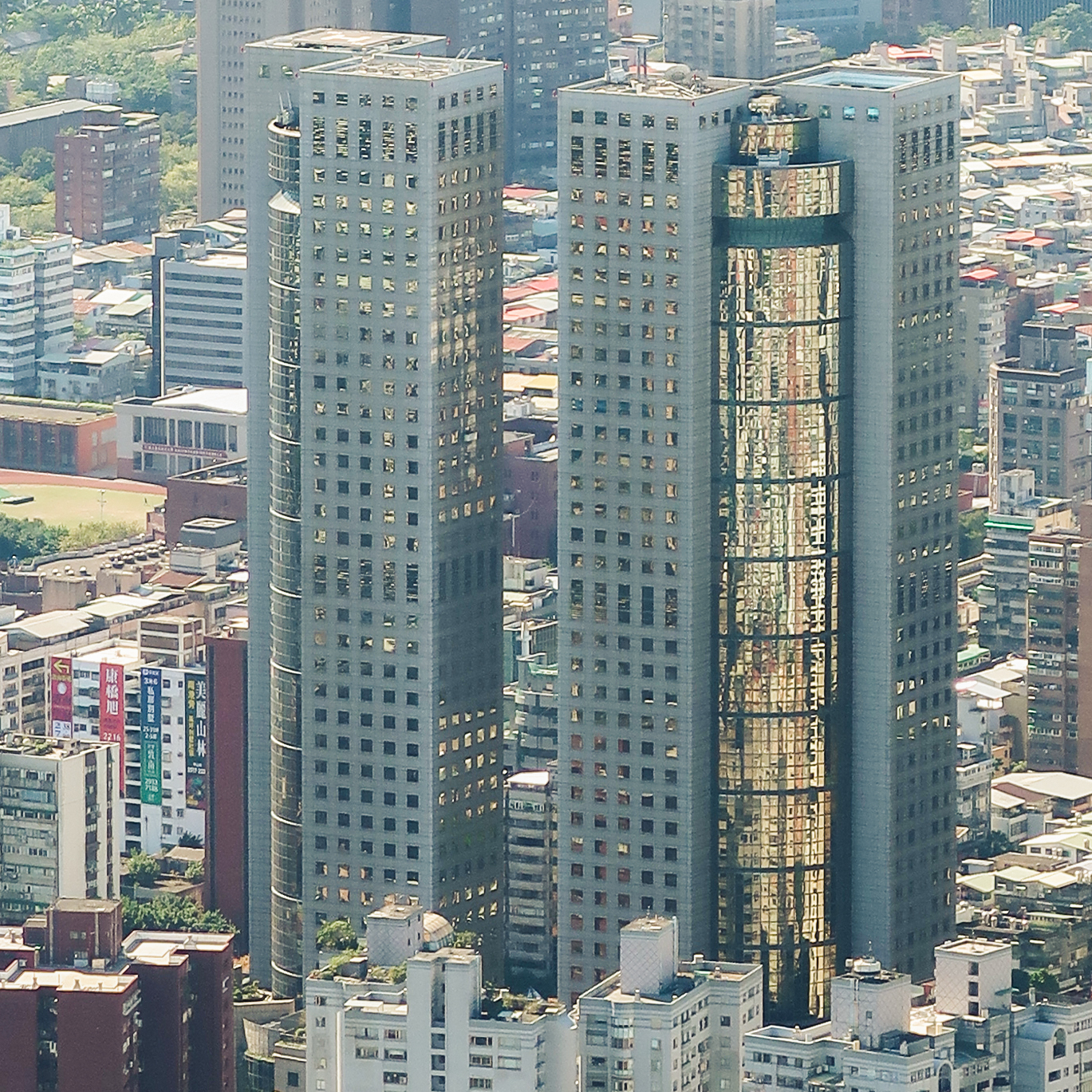
遠企大樓背面

遠企由兩棟外型相似，呈對稱型態的建築物構成，大致參考同樣由李華武設計的香港交易廣場1、2座，包含一期辦公大樓和二期旅館大樓，兩幢大樓中間則以一座6層樓高的玻璃帷幕建築與裙樓連結規劃為商場空間；均於1994年完工。由達欣工程承攬營造，為解決地震及結構問題採用當時台灣尚未引進的鋼柱內灌漿施工工法。

### 辦公大樓
南側一期大樓主要為辦公大樓，大樓提供客戶24小時的機電服務，租戶以金融業為主，並在頂樓設有停機坪。2003年面臨信義計畫區各大樓的搶租客威脅，遠企的租金始終居高不下。

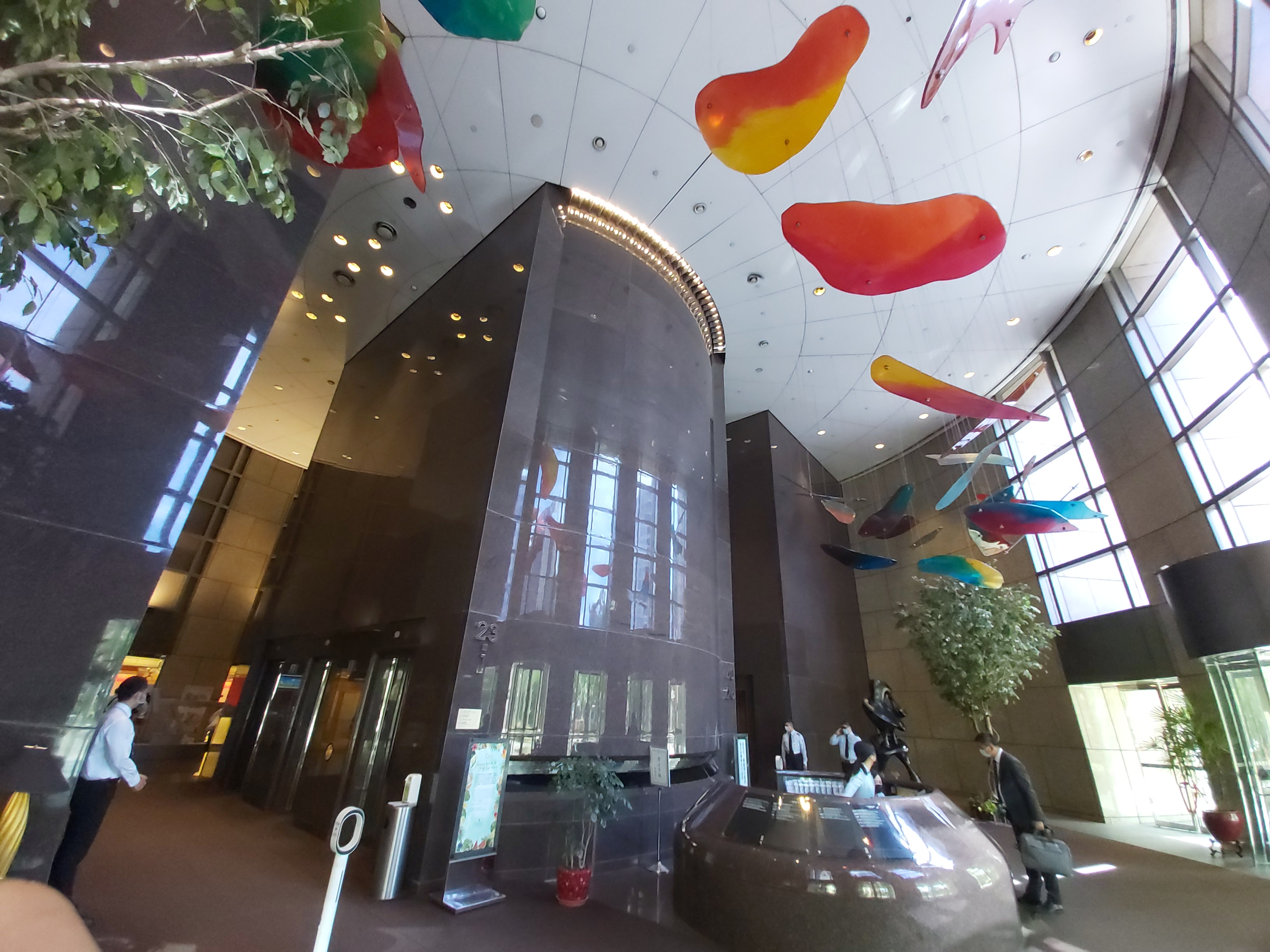
辦公大樓大廳入口
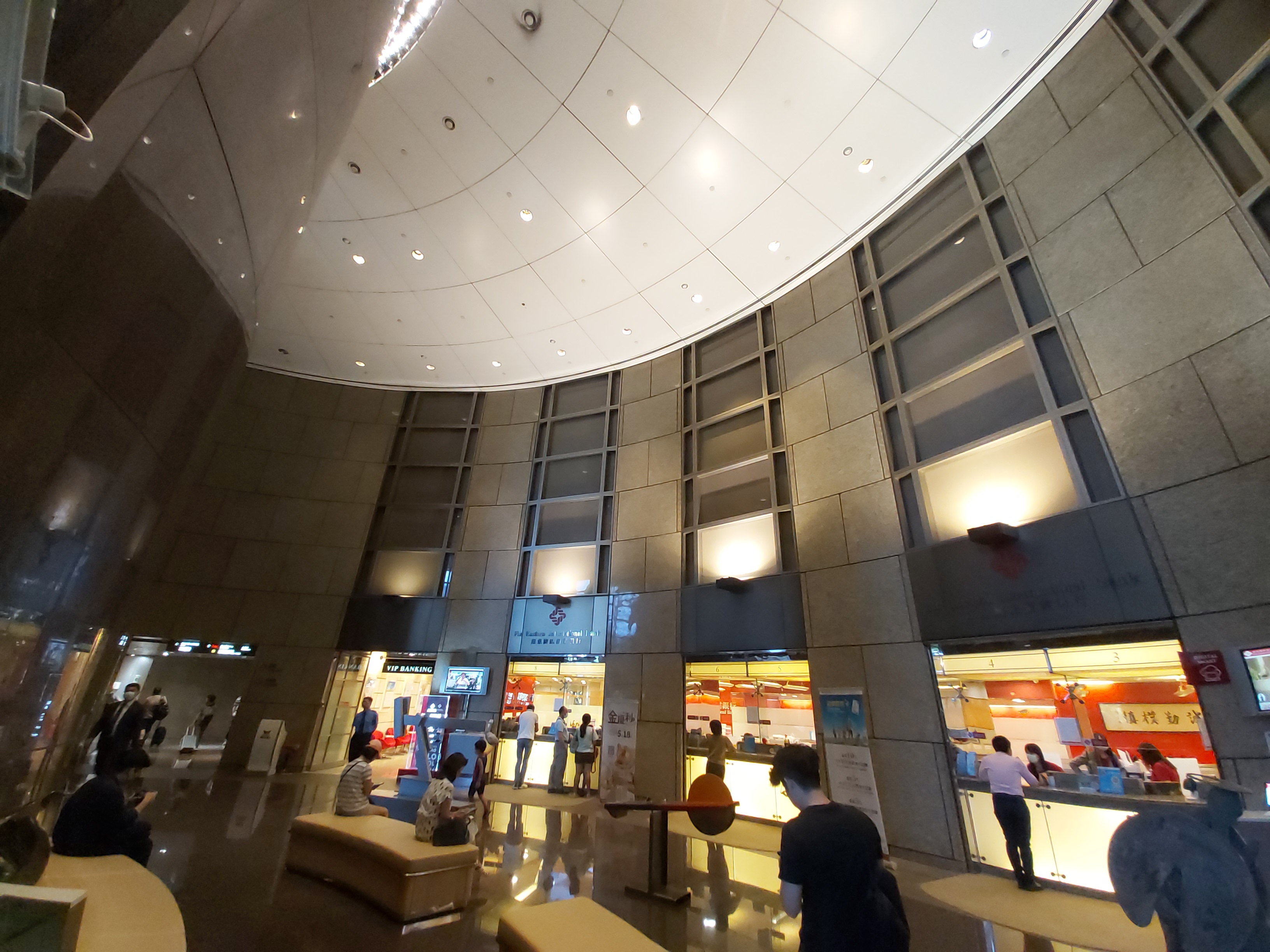
遠東國際商業銀行總行

### 旅館
北側的二期大樓為香格里拉台北遠東國際大飯店，由香格里拉酒店集團管理，共420間房，是臺北市內頂級的飯店，此為香格里拉在台唯二據點（另一大樓為香格里拉台南遠東國際大飯店）；曾接待梅爾吉勃遜、雪歌妮·薇佛、湯姆克魯斯等美國知名演員蒞臨下榻，近年來以節能環保榮獲環保署的獎章，2016年獲頒亞太A.A.美食獎評審特別獎。

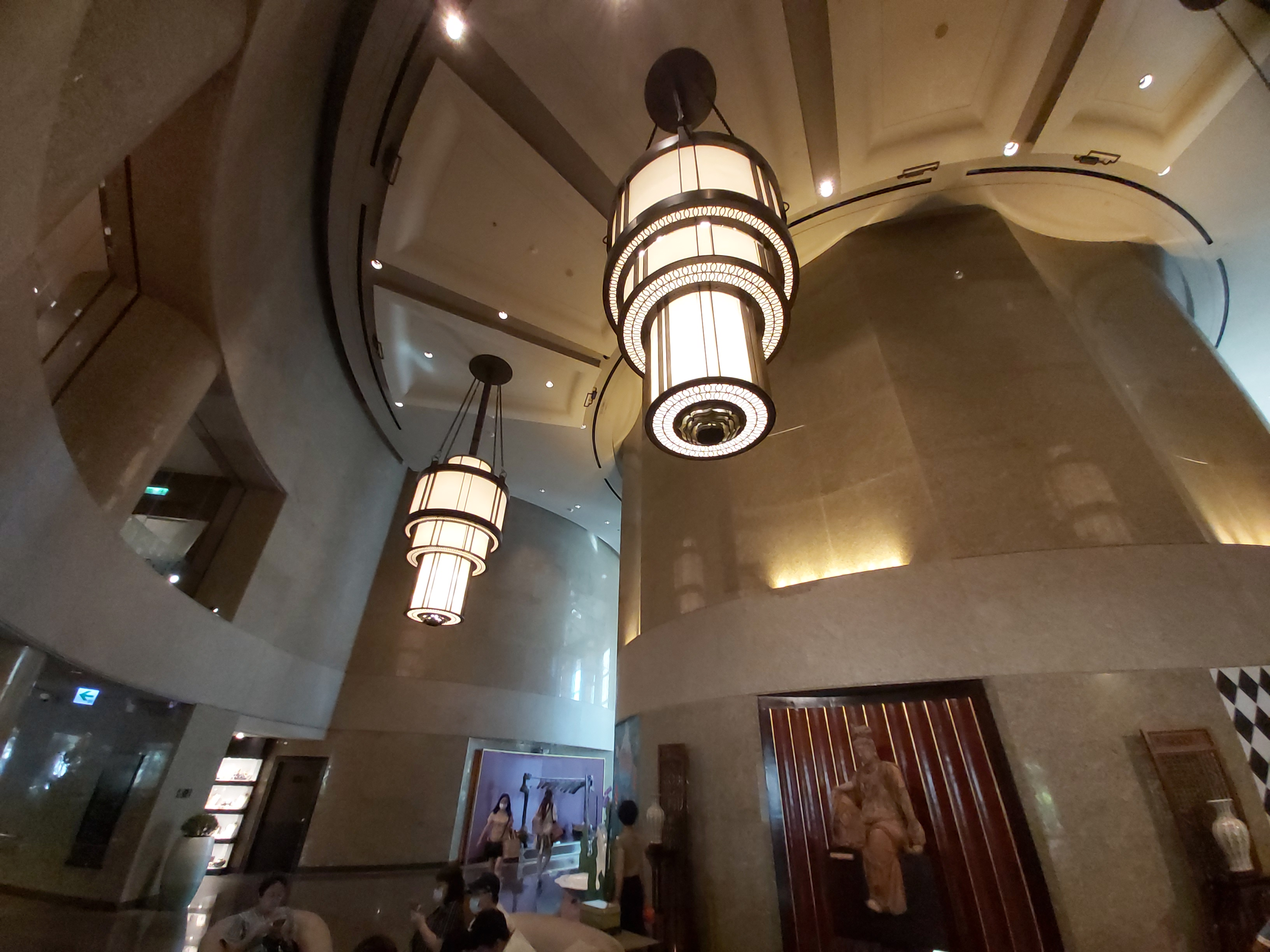
香格里拉台北遠東國際大飯店大廳
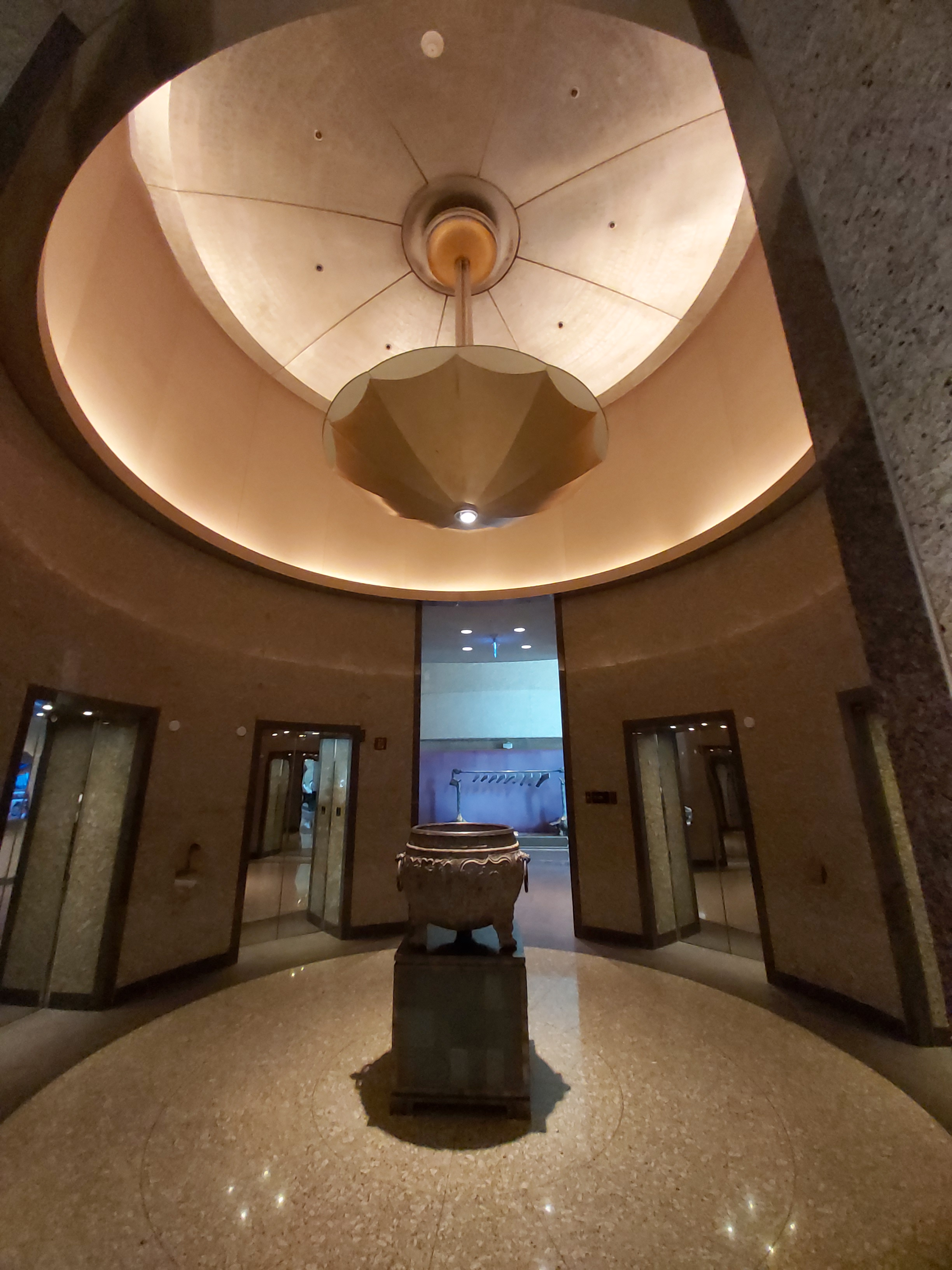
香格里拉台北遠東國際大飯店電梯間
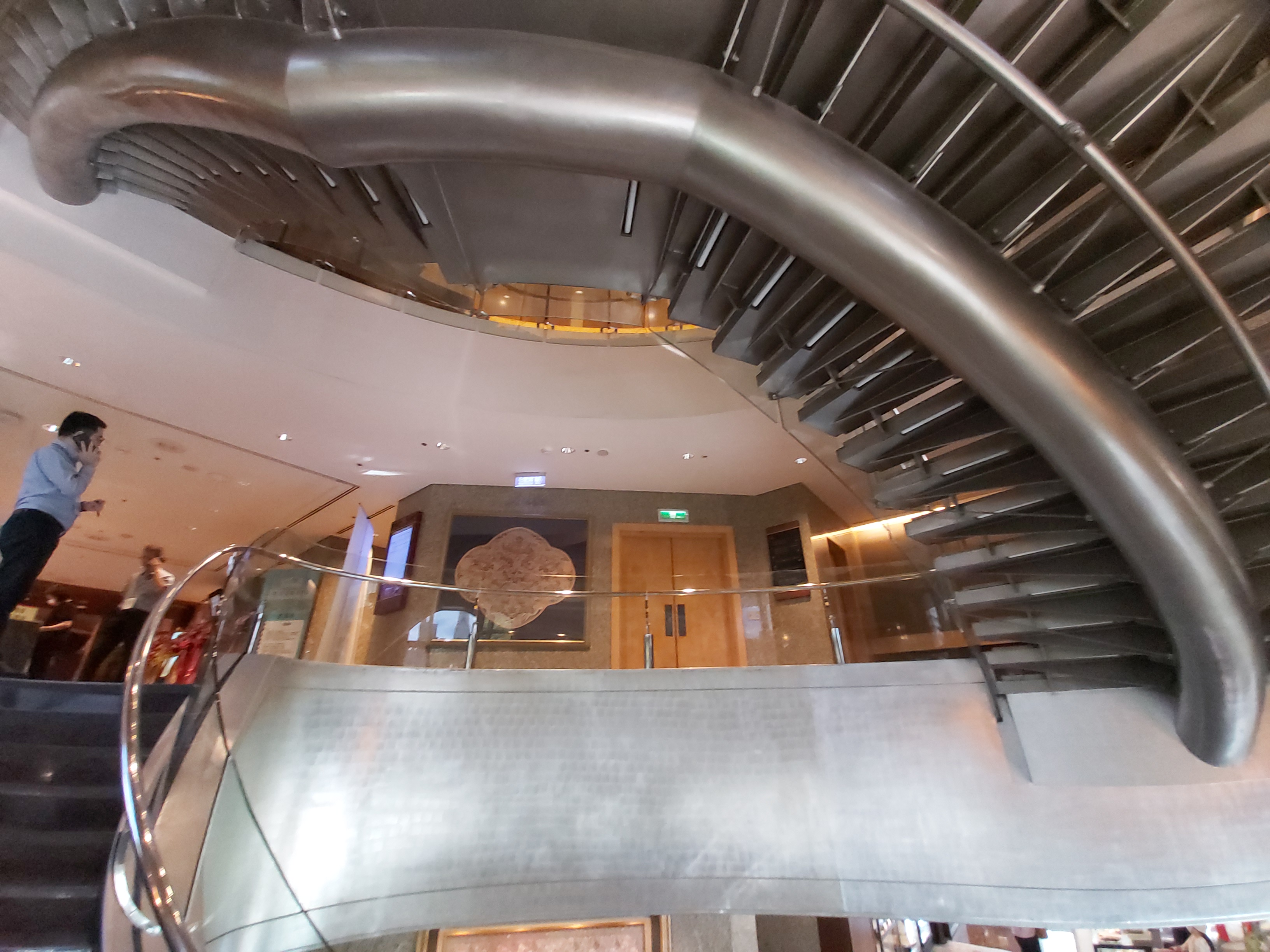
香格里拉台北遠東國際大飯店樓梯間
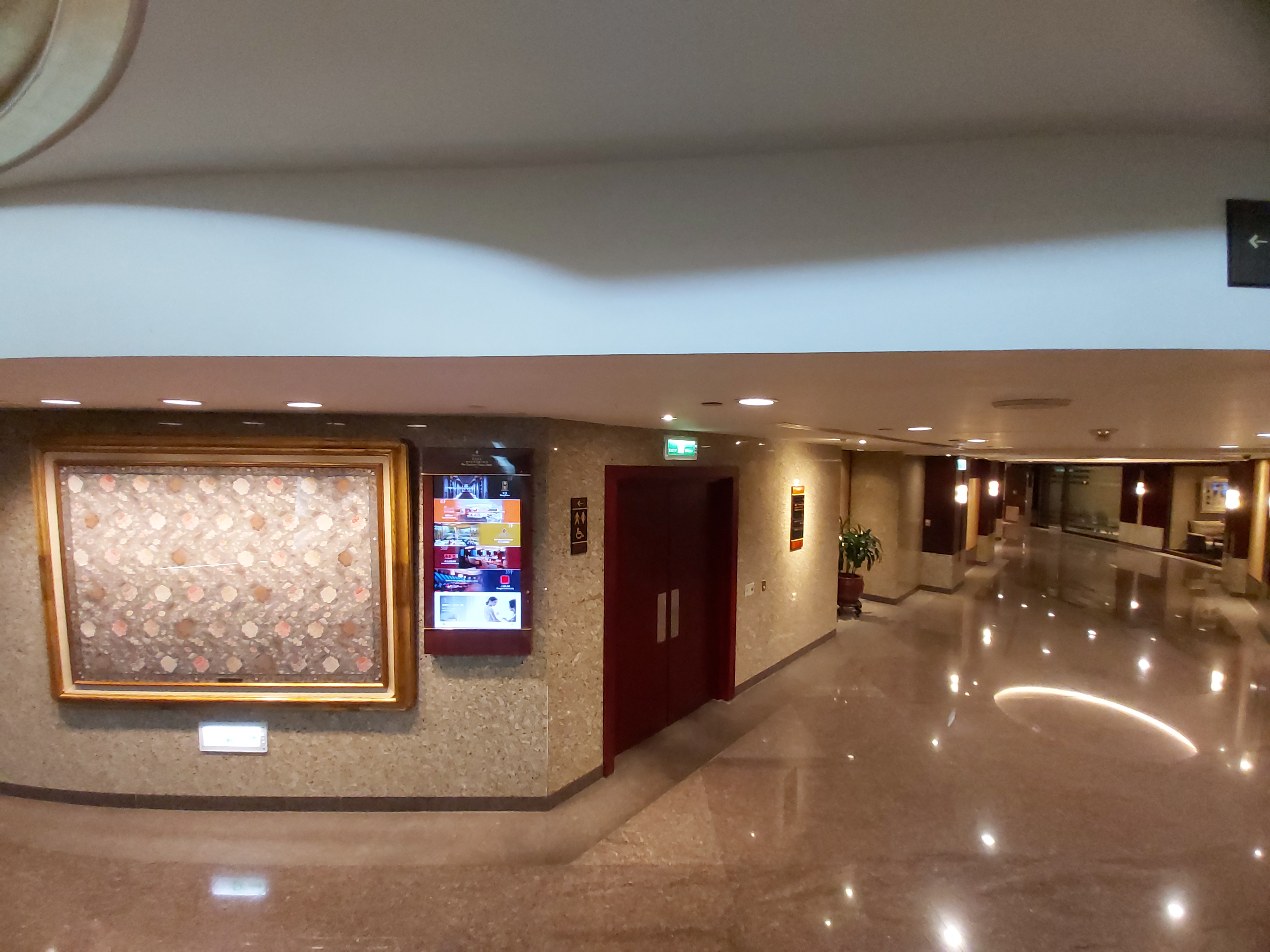
宴會廳
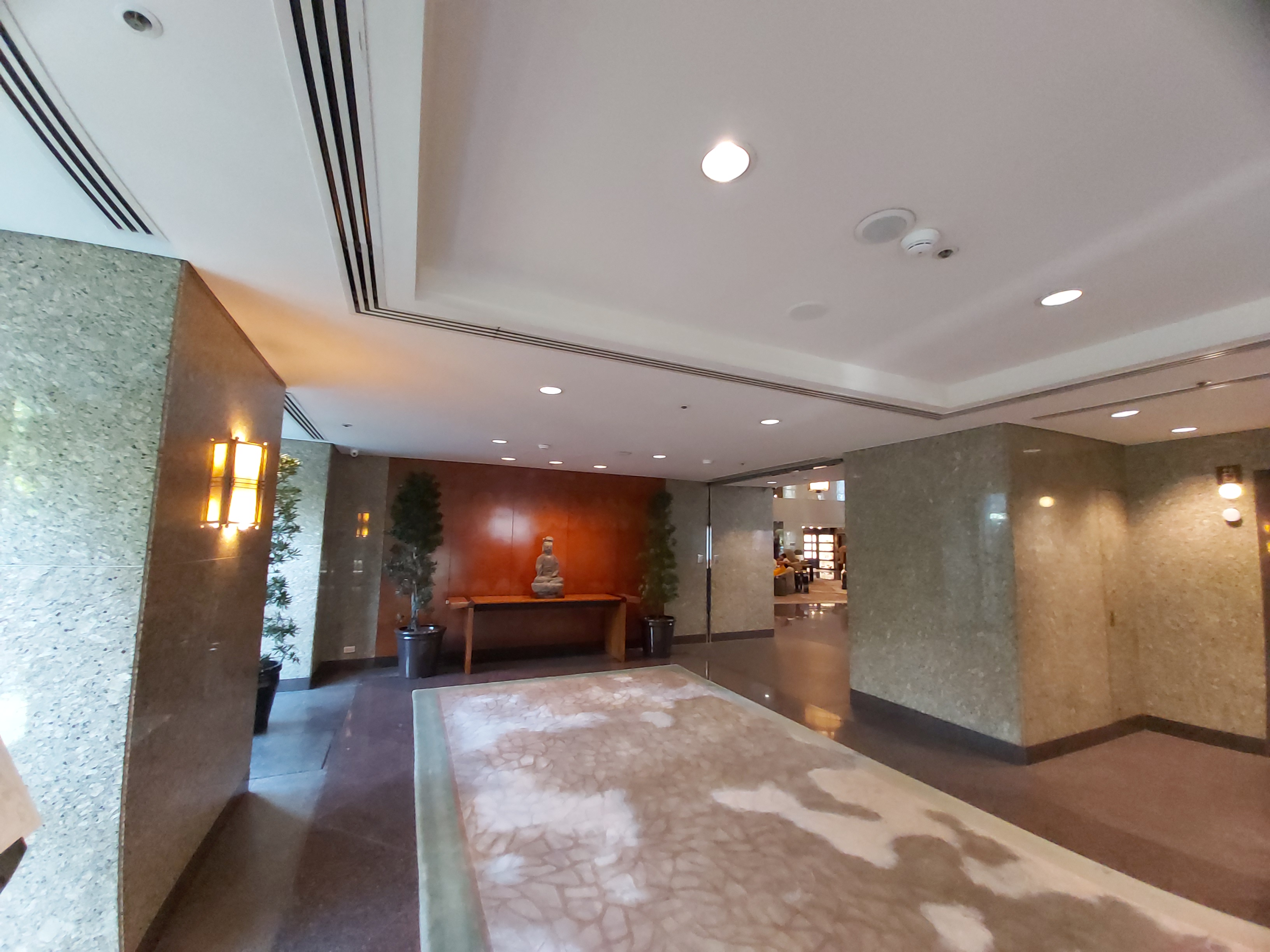
公共空間
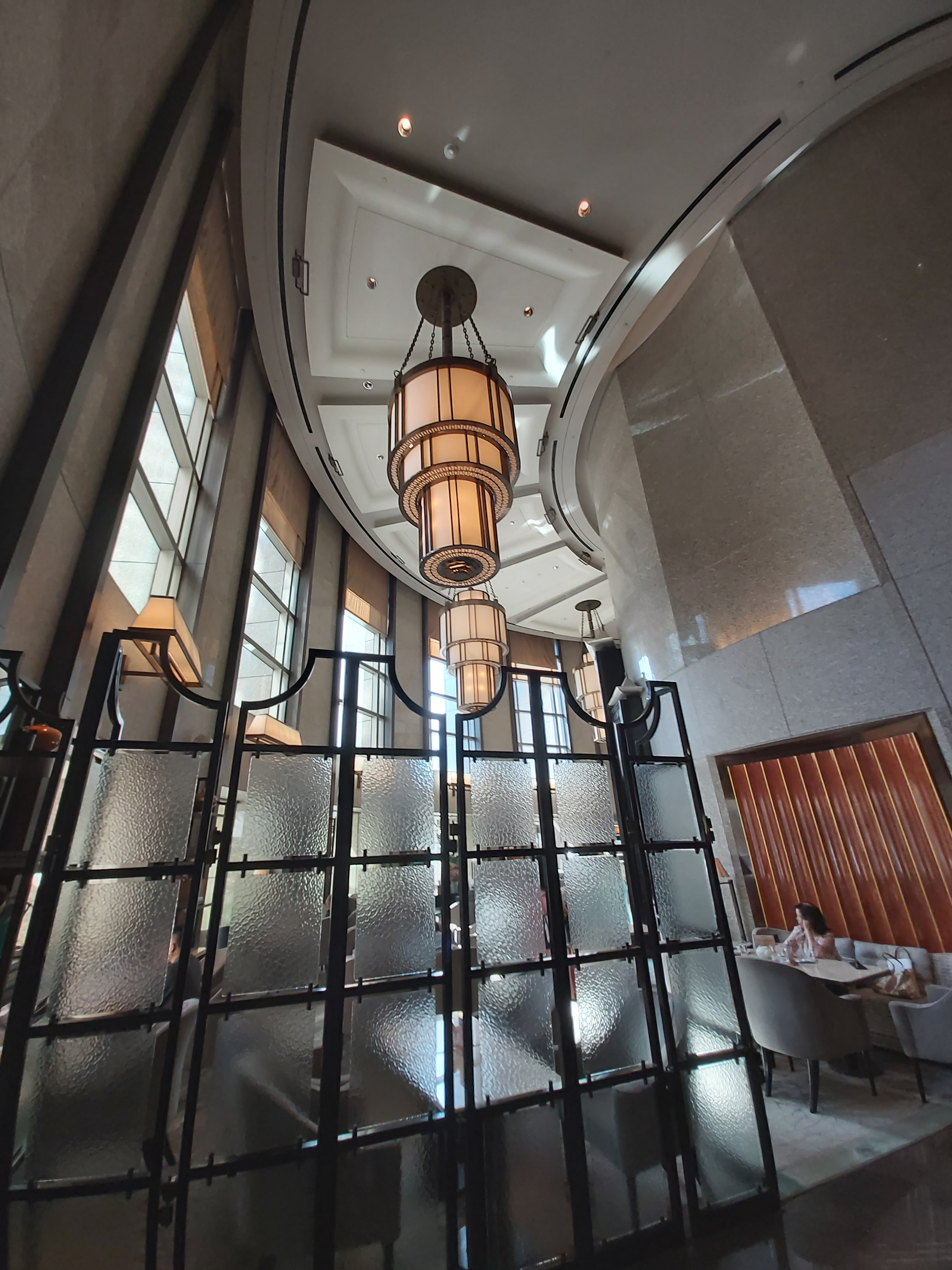
餐廳

### 商場
兩幢大樓中間的低樓層裙樓，為遠企購物中心（The Mall），於1994年開業，為當時國內少見的購物中心型態，也是台灣第一間都心型購物中心，規模屬於中型購物中心（營業面積近6,200坪），共有7個營業樓層（B2-5F），B1和B2層有來自香港的高檔超級市場「c!ty'super」和來自日本的無印良品。商場在2012年耗資1.5億進行翻新。當中包括200坪的ISSEY MIYAKE和設置專用升降機從停車場直通3樓VIP室。

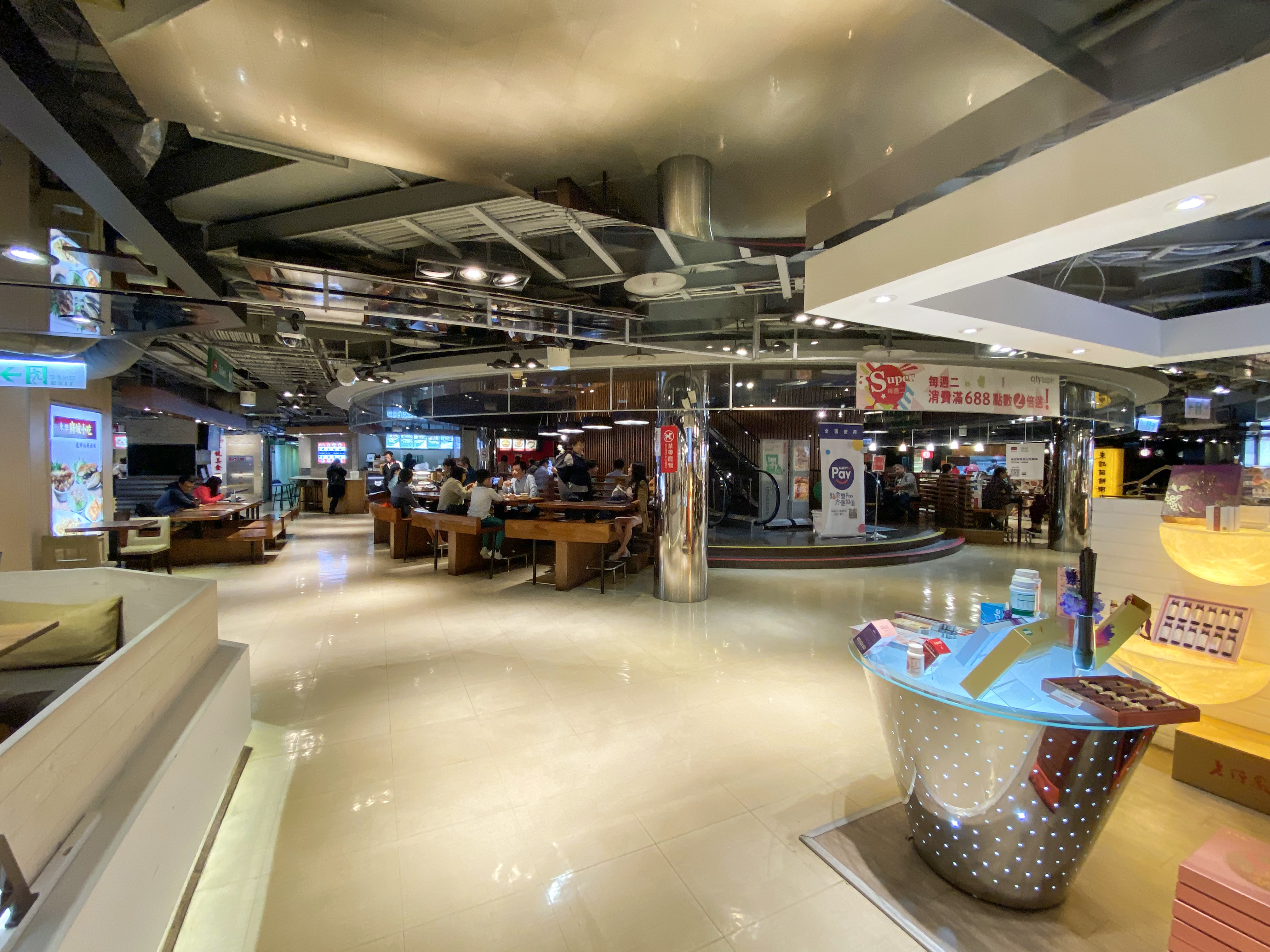
B2層c!ty'super美食廣場
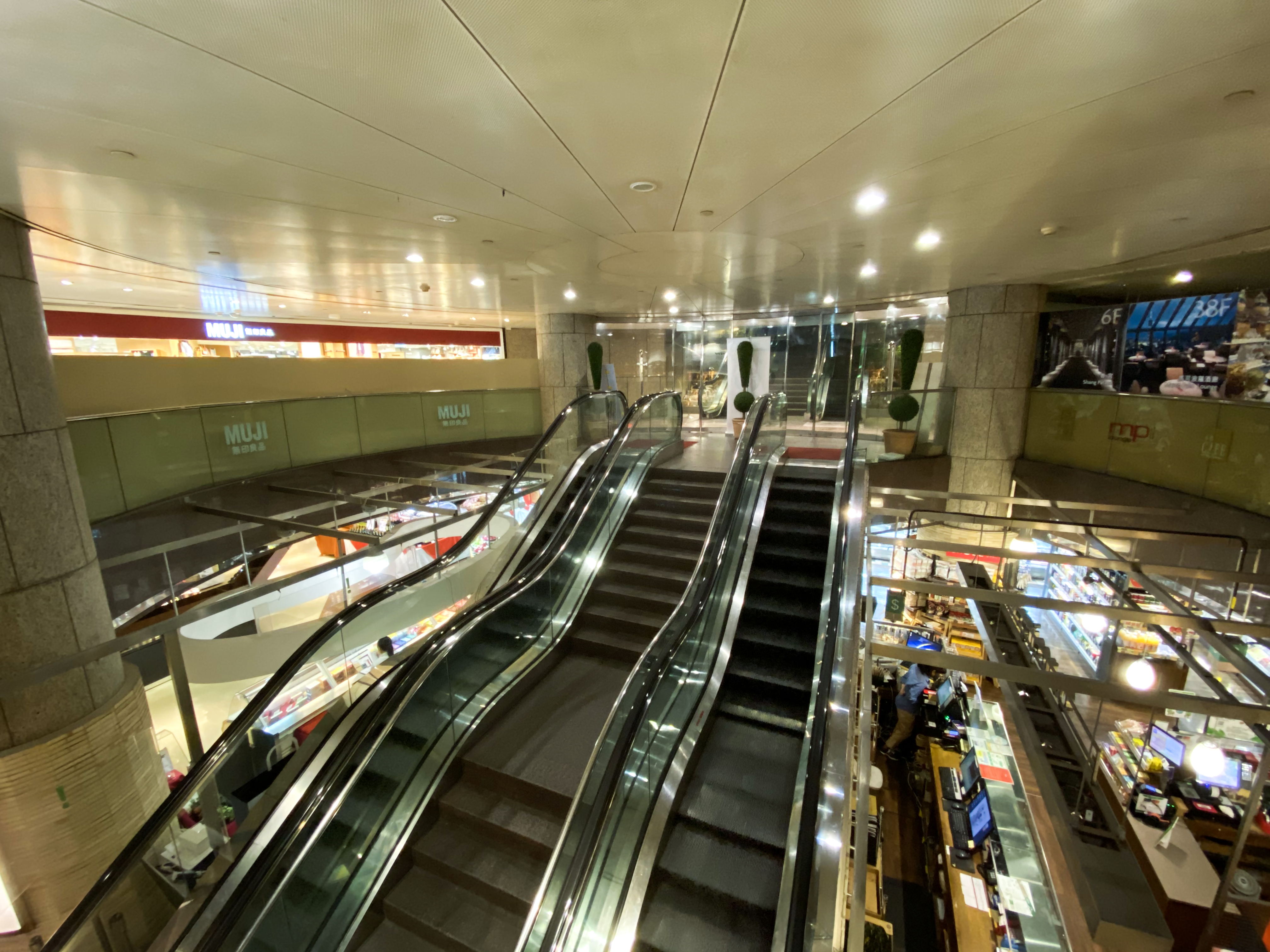
B1層中庭
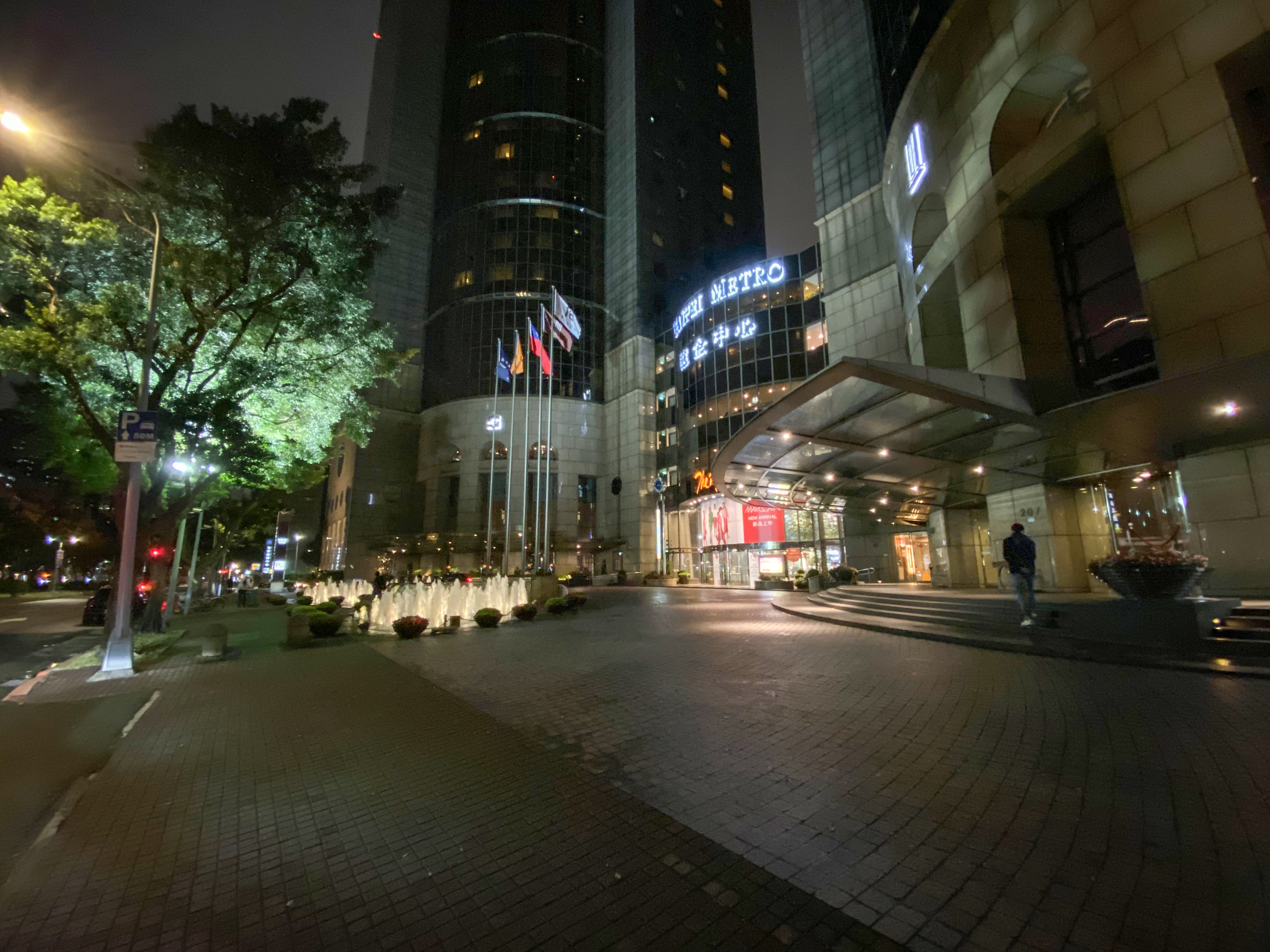
大廈入口
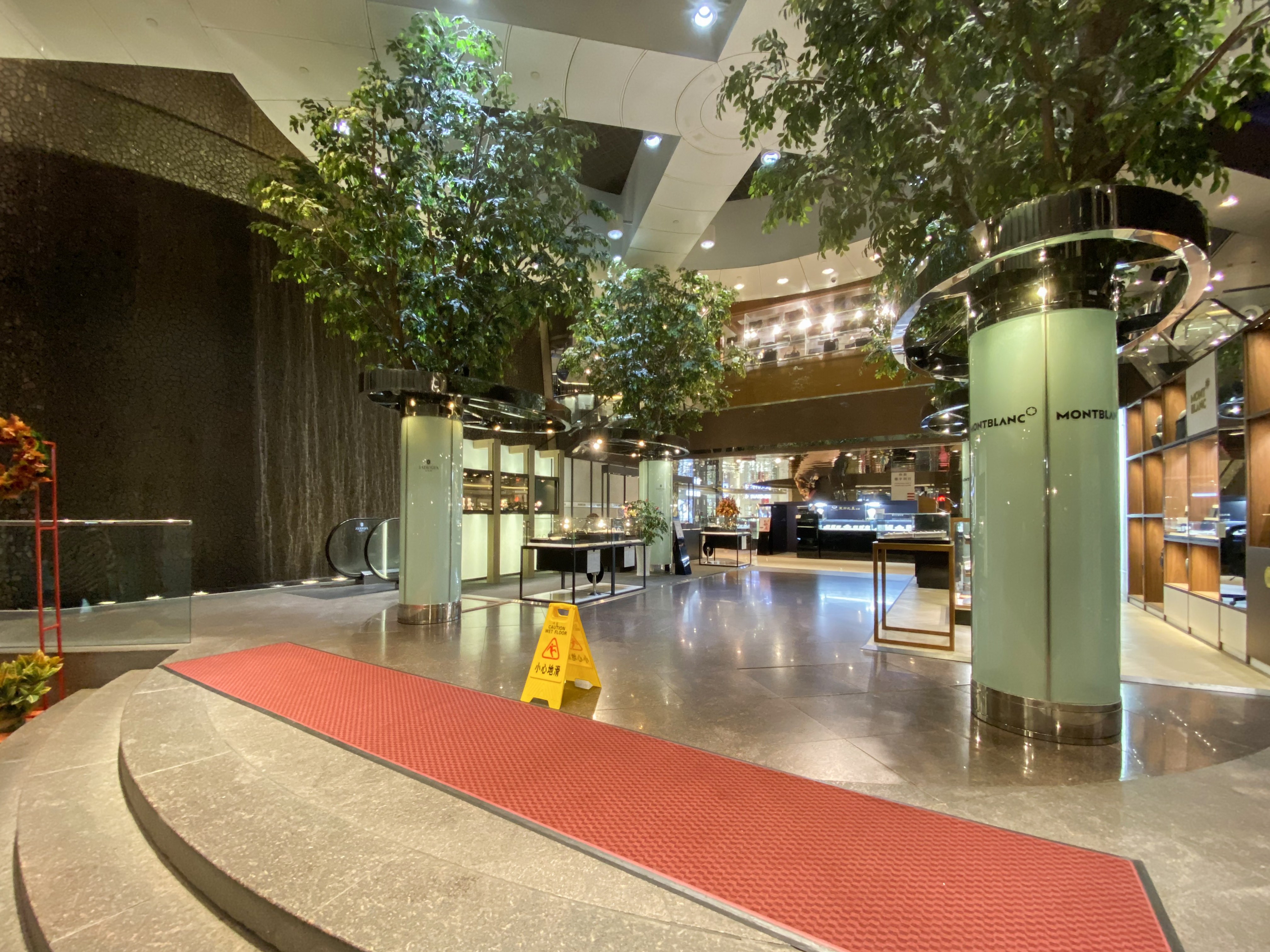
商場入口
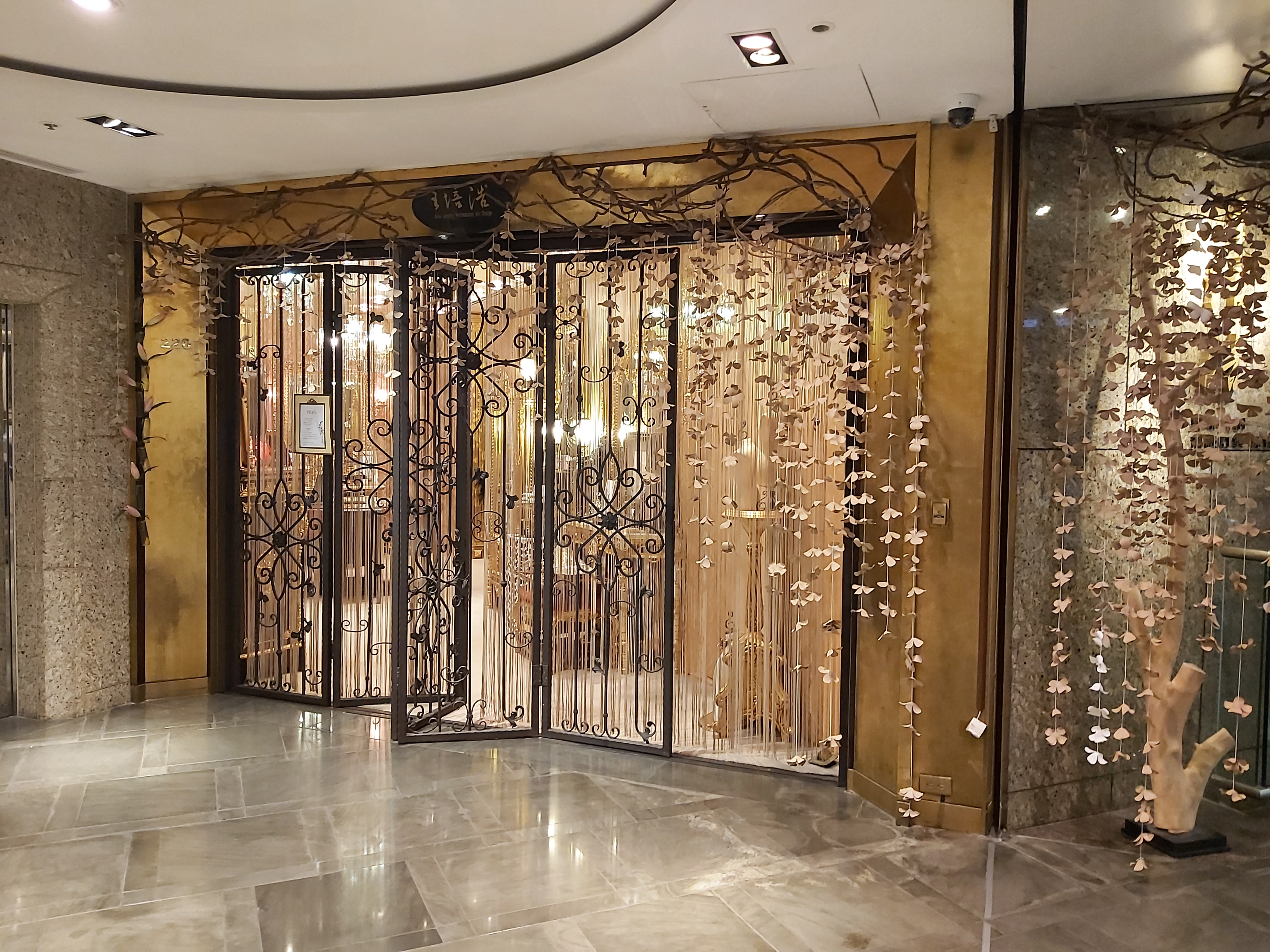
王培浩珠寶店
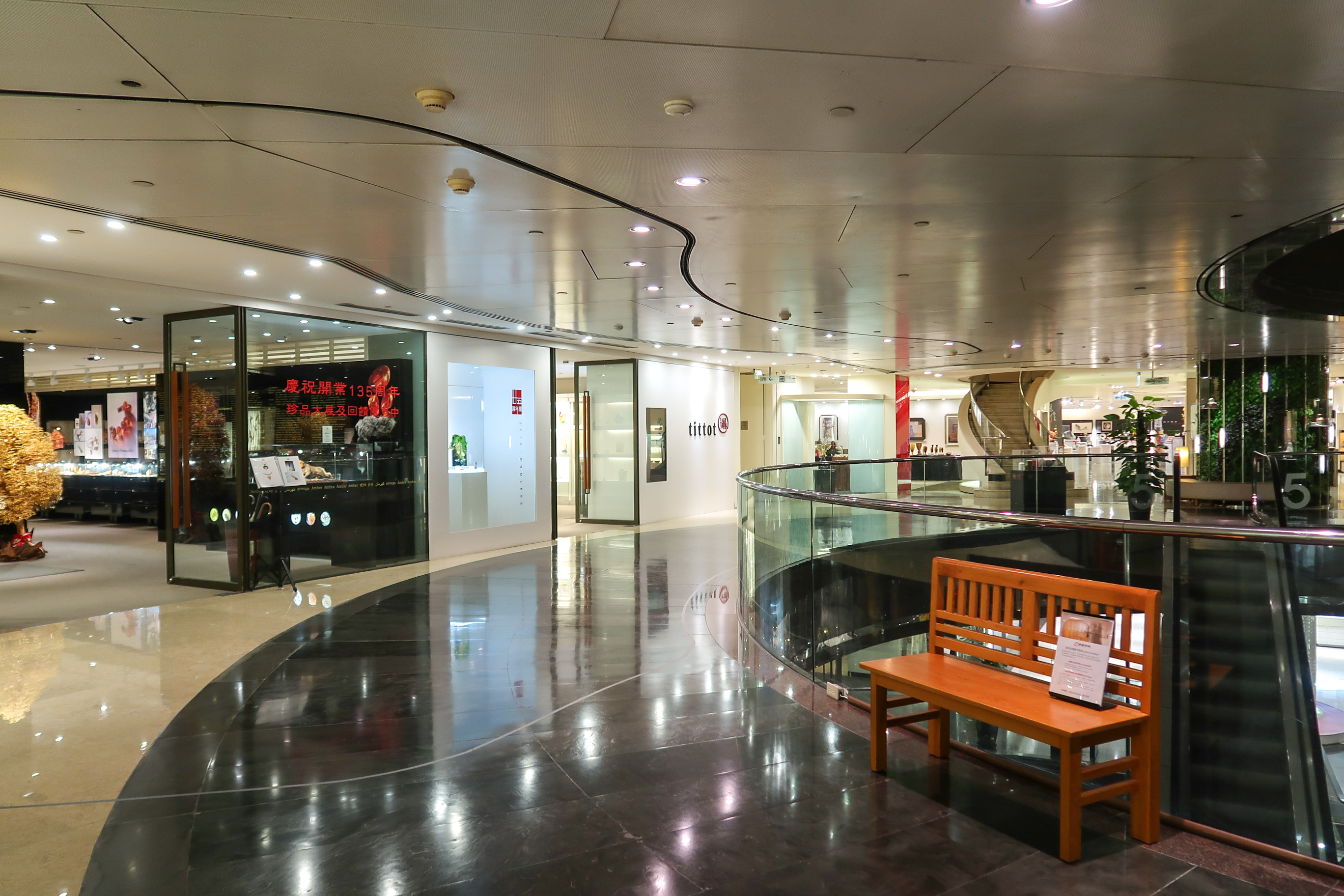
5樓商店

## 樓層
| 樓層 | 名稱                       | 備註                                                                                                   |
| ---- | -------------------------- | --- |
| 41   | 香格里拉台北遠東國際大飯店 | |
| 40   | 香格里拉台北遠東國際大飯店 | |
| 39   | 香格里拉台北遠東國際大飯店 | 上海醉月樓餐廳                                                                                         |
| 38   | 香格里拉台北遠東國際大飯店 | 馬可波羅餐廳暨酒廊 徐元智先生紀念基金會 徐有庠先生紀念基金會                                           |
| 37   | 香格里拉台北遠東國際大飯店 | |
| 36   | 香格里拉台北遠東國際大飯店 | 遠東新世紀股份有限公司 鼎鼎企業管理顧問股份有限公司                                                    |
| 35   | 香格里拉台北遠東國際大飯店 | |
| 34   | 香格里拉台北遠東國際大飯店 | 亞東創新發展股份有限公司 遠東資源開發股份有限公司                                                      |
| 33   | 香格里拉台北遠東國際大飯店 | |
| 32   | 香格里拉台北遠東國際大飯店 | |
| 31   | 香格里拉台北遠東國際大飯店 | 亞洲水泥股份有限公司 徐元智先生醫藥基金會                                                              |
| 30   | 香格里拉台北遠東國際大飯店 | 亞洲水泥股份有限公司                                                                                   |
| 29   | 香格里拉台北遠東國際大飯店 | 裕民航運股份有限公司                                                                                   |
| 28   | 香格里拉台北遠東國際大飯店 | |
| 27   | 香格里拉台北遠東國際大飯店 | 遠東國際商業銀行股份有限公司                                                                           |
| 26   | 香格里拉台北遠東國際大飯店 | 遠東國際商業銀行股份有限公司                                                                           |
| 25   | 香格里拉台北遠東國際大飯店 | |
| 24   | 香格里拉台北遠東國際大飯店 | |
| 23   | 香格里拉台北遠東國際大飯店 | |
| 22   | 香格里拉台北遠東國際大飯店 | |
| 21   | 香格里拉台北遠東國際大飯店 | |
| 20   | 香格里拉台北遠東國際大飯店 | |
| 19   | 香格里拉台北遠東國際大飯店 | |
| 18   | 香格里拉台北遠東國際大飯店 | |
| 17   | 香格里拉台北遠東國際大飯店 | |
| 16   | 香格里拉台北遠東國際大飯店 | |
| 15   | 香格里拉台北遠東國際大飯店 | |
| 14   | 香格里拉台北遠東國際大飯店 | |
| 13   | 香格里拉台北遠東國際大飯店 | |
| 12   | 香格里拉台北遠東國際大飯店 | |
| 11   | 香格里拉台北遠東國際大飯店 | |
| 10   | 香格里拉台北遠東國際大飯店 | |
| 9    | 香格里拉台北遠東國際大飯店 | |
| 8    | 香格里拉台北遠東國際大飯店 | |
| 7    | 香格里拉台北遠東國際大飯店 | ibuki日本料理餐廳                                                                                      |
| 6    | 香格里拉台北遠東國際大飯店 | 遠東 cafe 餐廳 香宮                                                                                    |
| 5    | 遠企購物中心TheMall        | 藝品生活 Art&Home Deco （設有慕尼黑琥珀博物館 Bernsteinladen Amber Museum）                            |
| 4    | 遠企購物中心TheMall        | 仕女時尚 Brand Collection                                                                              |
| 3    | 遠企購物中心TheMall        | 創意時尚 Designer Fashion                                                                              |
| 2    | 遠企購物中心TheMall        | 知性時尚 Urban Life                                                                                    |
| 1    | 遠企購物中心TheMall        | 經典時尚 Accessory Boutique （飯店大廳設有 The Cake Room） 遠東國際商業銀行總行 遠傳電信台北遠企直營店 |
| B1   | 遠企購物中心TheMall        | 都會休閒 Young Collection 無印良品遠企購物中心－遠企門市 c!ty'super遠企店 - 遠企購物中心               |
| B2   | 遠企購物中心TheMall        | 美食生活 Foods & Supermarket c!ty'super遠企店 - 遠企購物中心 紅豆食府遠企店                            |
| B4   | 停車場                     | |
| B5   | 停車場                     | |

## 外部連結
- 遠企中心辦公大樓 （页面存档备份，存于）
- （繁體中文）（简体中文）（英文）The Mall 遠企購物中心 （页面存档备份，存于）
- 遠企購物中心 The Mall的Facebook專頁
- 台灣公司資料 （页面存档备份，存于）